# 郭亮
郭 亮（かく りょう、生年不詳 - 永楽21年3月9日（1423年4月19日））は、明代の軍人。本貫は廬州合肥県。

## 生涯
はじめ永平衛千戸となった。建文元年（1399年）、靖難の変が起こり、燕王朱棣の軍が永平にやってくると、郭亮は指揮の趙彜とともに城ごと降伏した。朱棣の命を受けてそのまま永平を守備した。永平の地は山海関に接して、遼東に対する障壁となっており、郭亮が降ることで北平は後顧の憂いがなくなって、朱棣は真定で耿炳文を撃破することができた。遼東の鎮将の江陰侯呉高や都督の楊文らが永平を包囲したが、郭亮は固く城を守った。援軍がやってくると、城の内外で連携して包囲軍を攻撃し、呉高らを撃退した。建文3年（1401年）、楊文が永平を攻撃してきた。郭亮は劉江とともに楊文を攻撃し、これを破った。都督僉事に累進した。建文4年（1402年）、永楽帝（朱棣）が即位すると、郭亮は守城の功により成安侯に封じられ、1200石の禄を賜り、伯爵を世襲する権利を得た。永楽7年（1409年）、開平を守備した。永楽21年3月庚寅（1423年4月19日）、死去した。興国公に追封された。諡は忠壮といった。妾の韓氏は殉死して、淑人の位を贈られた。

## 子女
- 郭晟（成安伯となるべきところ、洪熙帝の命により特別に成安侯の爵位を嗣いだ。宣徳5年（1430年）、帝駕に扈従すべきところを先に帰った罪に問われて爵位を剥奪されたが、ほどなく爵位をもどされた）
- 郭昂（兄の郭晟に子がなかったため、成安伯の爵位を嗣いだ）